# Leichtathletik-Weltmeisterschaften 2005/Kugelstoßen der Männer

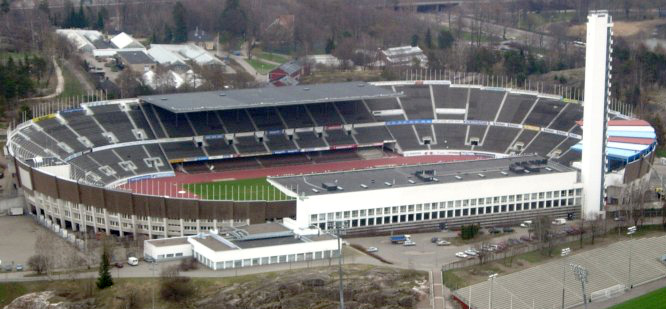
Das Olympiastadion in Helsinki im Mai 2005

Das Kugelstoßen der Männer bei den Leichtathletik-Weltmeisterschaften 2005 wurde am 6. August 2005 im Olympiastadion der finnischen Hauptstadt Helsinki ausgetragen.
Weltmeister wurde der nachträglich als Olympiasieger von 2004 anerkannte US-Amerikaner Adam Nelson. Zuvor hatte er dreimal Silber gewonnen: Olympische Spiele 2000, Weltmeisterschaften 2001 und Weltmeisterschaften 2003. Zweiter wurde der Niederländer Rutger Smith. Wie bei den Europameisterschaften 2002 errang der Deutsche Ralf Bartels die Bronzemedaille.

## Bestehende Rekorde
| Weltrekord               | 23,12 m | Randy Barnes   | Los Angeles, USA        | 20. Mai 1990    |
| Weltmeisterschaftsrekord | 22,23 m | Werner Günthör | WM 1987 in Rom, Italien | 29. August 1987 |

Der seit 1987 bestehende WM-Rekord wurde bei diesen Weltmeisterschaften nicht eingestellt und nicht verbessert.

## Doping
In dieser Disziplin wurden zwei Athleten wegen Dopingvergehens nachträglich disqualifiziert:
- Jurij Bilonoh, Ukraine – mit 20,89 m zunächst Vierter[2]
- Andrej Michnewitsch, Belarus – mit 20,74 m ursprünglich auf dem sechsten Platz[3]

Leidtragende waren vier Wettbewerber.
- Zwei Kugelstoßern hätten im Finale drei weitere Versuche zugestanden, weil sie nach dem Vorkampf unter den ersten Acht positioniert waren:
  - Tomasz Majewski, Polen
  - Tepa Reinikainen, Finnland
- Zwei Athleten hätten über ihre Platzierung in der Qualifikation am Finale teilnehmen dürfen:
  - Khalid Habash al-Suwaidi, Katar
  - Gheorghe Gușet, Rumänien

## Legende
Kurze Übersicht zur Bedeutung der Symbolik – so üblicherweise auch in sonstigen Veröffentlichungen verwendet:
| – | verzichtet |
| x | ungültig   |

## Qualifikation
6. August 2005, 10:00 Uhr
29 Teilnehmer traten in zwei Gruppen zur Qualifikationsrunde an. Die Qualifikationsweite für den direkten Finaleinzug betrug 20,25 m. Sieben Athleten übertrafen diese Marke (hellblau unterlegt). Das Finalfeld wurde mit den fünf nächstplatzierten Sportlern auf zwölf Wettbewerber aufgefüllt (hellgrün unterlegt). So mussten schließlich 20,07 m für die Finalteilnahme erbracht werden.

### Gruppe A

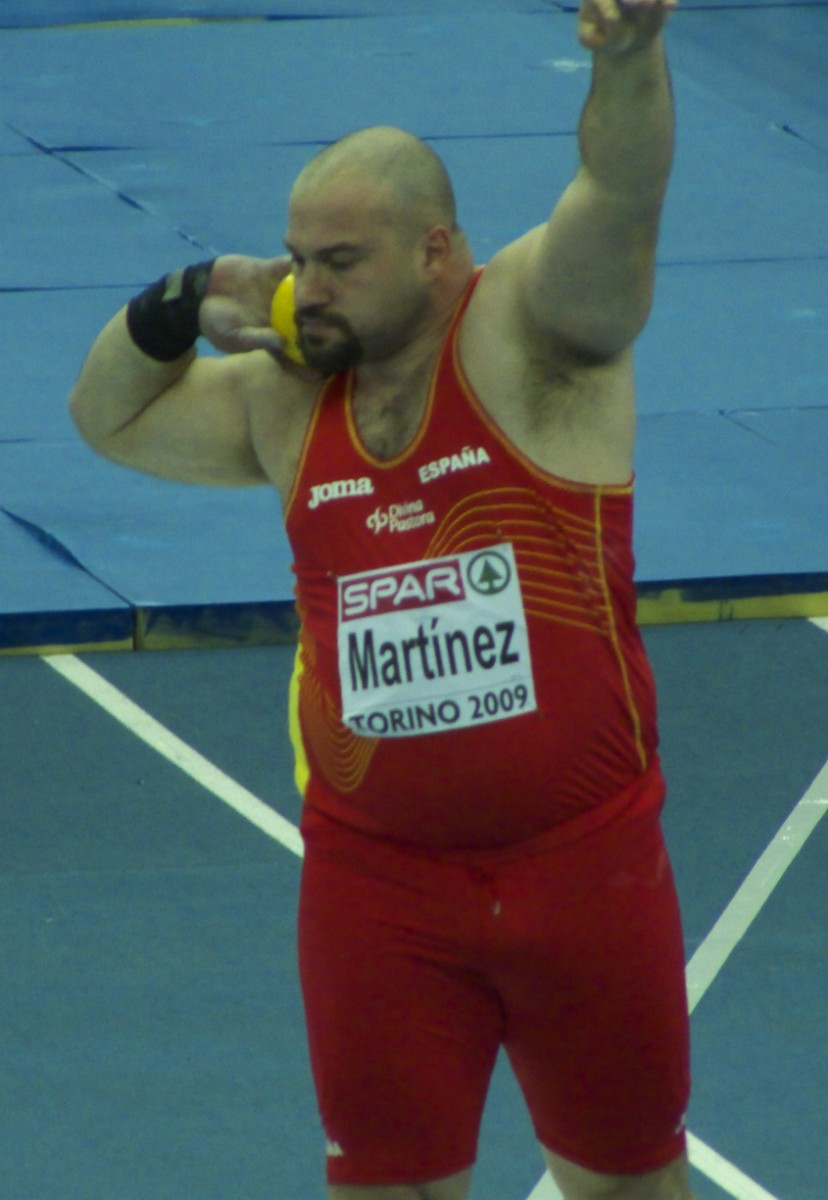
Manuel Martínez schied mit 19,55 m in der Qualifikation aus

| Platz | Name                | Nation         | Resultat (m) | 1. Versuch (m) | 2. Versuch (m) | 3. Versuch (m) | Anmerkung                              |
| 1     | Christian Cantwell  | USA            | 21,11        | 21,11          | –              | –              |                                        |
| 2     | Joachim Olsen       | Dänemark       | 20,85        | 20,16          | 19,82          | 20,85          |                                        |
| 3     | Adam Nelson         | USA            | 20,35        | x              | 20,35          | –              |                                        |
| 4     | Tepa Reinikainen    | Finnland       | 20,19        | 19,87          | 20,19          | 20,06          |                                        |
| 5     | Tomasz Majewski     | Polen          | 20,12        | 20,04          | 20,12          | 20,09          |                                        |
| 6     | Carl Myerscough     | Großbritannien | 20,07        | 19,88          | 20,07          | 19,68          |                                        |
| 7     | Gheorghe Gușet      | Rumänien       | 19,83        | 19,44          | 19,60          | 19,83          | eigentlich für das Finale qualifiziert |
| 8     | Manuel Martínez     | Spanien        | 19,55        | 19,49          | 19,55          | 19,28          |                                        |
| 9     | Petr Stehlík        | Tschechien     | 19,48        | 18,98          | 19,48          | x              |                                        |
| 10    | Miroslav Vodovnik   | Slowenien      | 19,28        | 18,60          | 18,58          | 19,28          |                                        |
| 11    | Iwan Juschkow       | Russland       | 18,98        | 18,77          | 18,98          | x              |                                        |
| 12    | Marco Antonio Verni | Chile          | 18,60        | x              | x              | 18,60          |                                        |
| 13    | Dorian Scott        | Jamaika        | 18,33        | 18,10          | x              | 18,33          |                                        |
| DOP   | Andrej Michnewitsch | Belarus        |              |                |                |                | für das Finale zugelassen              |
| DNS   | Shaka Sola          | Samoa          |              |                |                |                |                                        |

### Gruppe B
| Platz | Name                     | Nation                  | Resultat (m) | 1. Versuch (m) | 2. Versuch (m) | 3. Versuch (m) | Anmerkung                              |
| 1     | Ralf Bartels             | Deutschland             | 20,56        | 20,56          | –              | –              |                                        |
| 2     | Mikuláš Konopka          | Slowakei                | 20,39        | 19,73          | x              | 20,39          |                                        |
| 3     | Rutger Smith             | Niederlande             | 20,26        | 20,26          | –              | –              |                                        |
| 4     | Ville Tiisanoja          | Finnland                | 20,18        | 19,85          | 19,57          | 20,18          |                                        |
| 5     | Khalid Habash al-Suwaidi | Katar                   | 19,72        | 19,72          | x              | 19,56          | eigentlich für das Finale qualifiziert |
| 6     | Anton Ljuboslawski       | Russland                | 19,56        | 18,81          | x              | 19,56          |                                        |
| 7     | John Godina              | USA                     | 19,54        | 19,22          | x              | 19,54          |                                        |
| 8     | Dragan Perić             | Serbien und Montenegro  | 19,46        | 19,12          | 19,27          | 19,46          |                                        |
| 9     | Taavi Peetre             | Estland                 | 19,20        | x              | 19,20          | 19,08          |                                        |
| 10    | Jury Bjalou              | Belarus                 | 19,16        | 18,50          | x              | 19,16          |                                        |
| 11    | Hamza Alić               | Bosnien und Herzegowina | 18,77        | 18,29          | 18,77          | 18,65          |                                        |
| 12    | Edis Elkasević           | Kroatien                | 18,59        | 18,47          | 18,59          | x              |                                        |
| NM    | Pawel Lyschyn            | Belarus                 | ogV          | x              | x              | x              |                                        |
| NM    | Janus Robberts           | Südafrika               | ogV          | x              | x              | x              |                                        |
| DOP   | Jurij Bilonoh            | Ukraine                 |              |                |                |                | für das Finale zugelassen              |

In der Qualifikation aus Gruppe B ausgeschiedene Kugelstoßer:

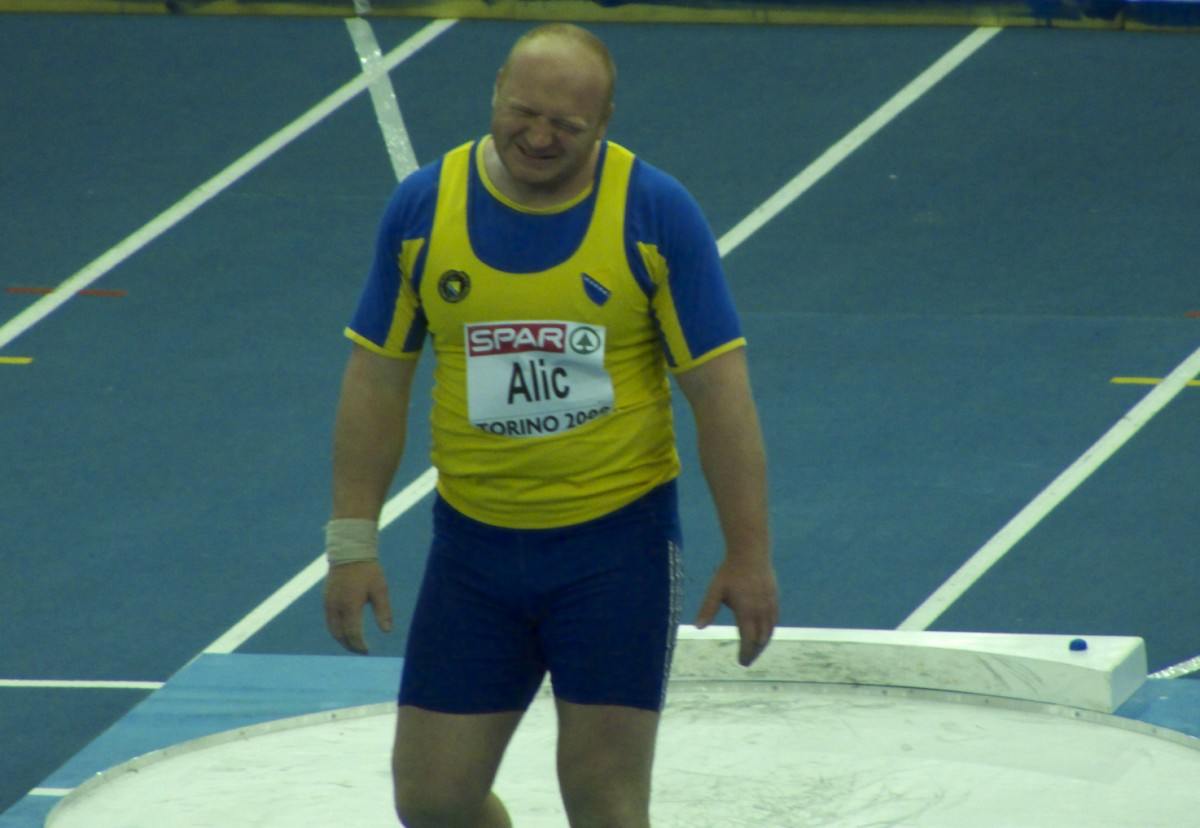
Hamza Alić – mit seinen 18,77 m nicht im Finale
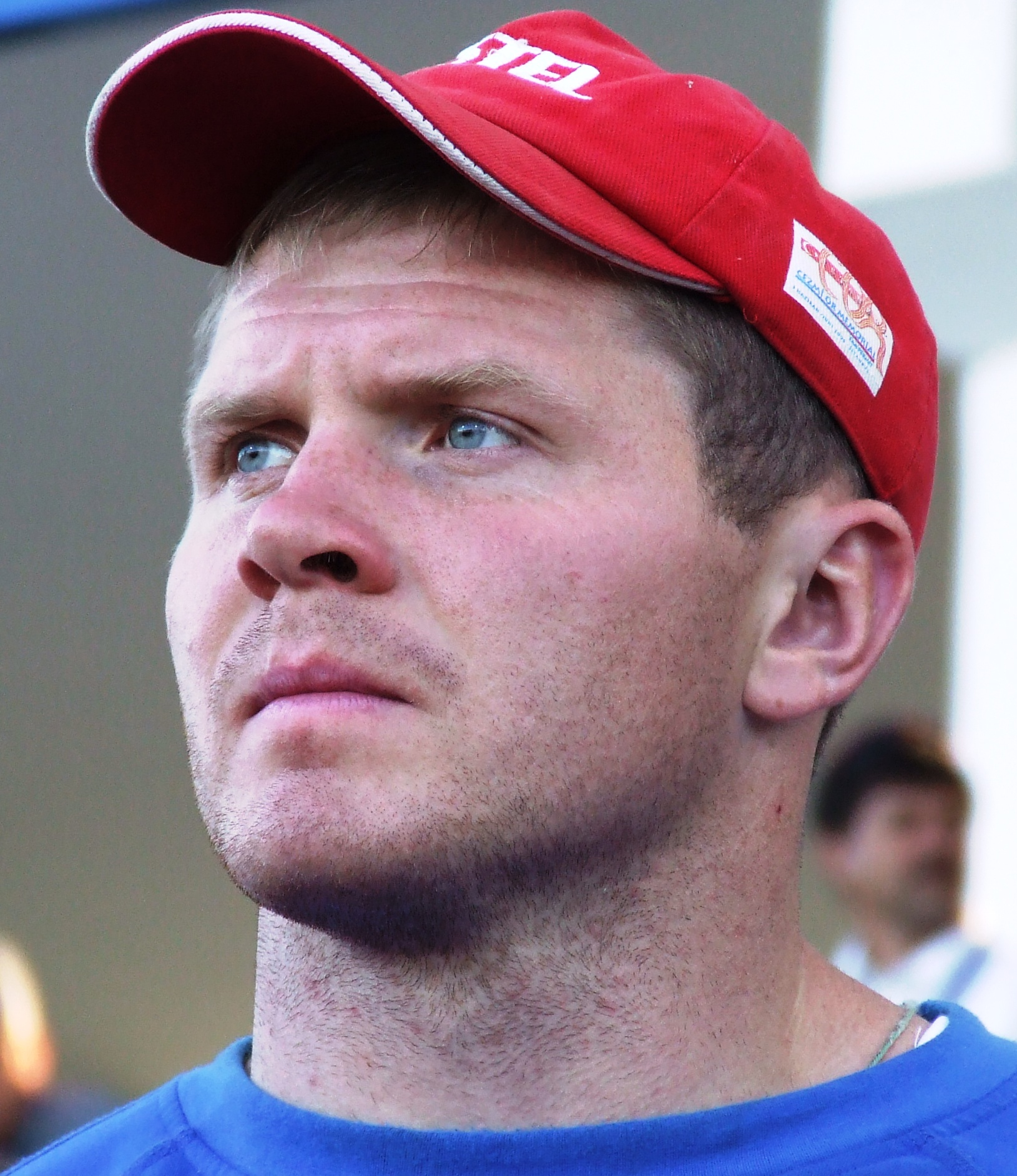
Pawel Lyschyn gelang in der Qualifikation kein gültiger Stoß

## Finale
6. August 2005, 21:00 Uhr
| Platz | Name                | Nation         | Resultat (m) | 1. Versuch (m) | 2. Versuch (m) | 3. Versuch (m) | 4. Versuch (m)                                | 5. Versuch (m)                                | 6. Versuch (m)                                |
| 1     | Adam Nelson         | USA            | 21,73        | 21,73          | 21,28          | 21,68          | x                                             | 21,04                                         | x                                             |
| 2     | Rutger Smith        | Niederlande    | 21,29        | 21,29          | 21,04          | 21,23          | 20,87                                         | x                                             | 20,66                                         |
| 3     | Ralf Bartels        | Deutschland    | 20,99        | 20,30          | x              | 20,61          | 20,77                                         | 20,53                                         | 20,99                                         |
| 4     | Christian Cantwell  | USA            | 20,87        | 20,87          | x              | x              | x                                             | 20,57                                         | x                                             |
| 5     | Joachim Olsen       | Dänemark       | 20,73        | 20,13          | 20,73          | x              | 20,49                                         | 19,68                                         | x                                             |
| 6     | Ville Tiisanoja     | Finnland       | 20,57        | 18,29          | 19,95          | 20,57          | 20,04                                         | 20,15                                         | x                                             |
| 7     | Tomasz Majewski     | Polen          | 20,23        | 20,08          | x              | 20,23          | eigentlich zu drei weiteren Stößen berechtigt | eigentlich zu drei weiteren Stößen berechtigt | eigentlich zu drei weiteren Stößen berechtigt |
| 8     | Tepa Reinikainen    | Finnland       | 20,09        | 19,69          | 19,31          | 20,09          | eigentlich zu drei weiteren Stößen berechtigt | eigentlich zu drei weiteren Stößen berechtigt | eigentlich zu drei weiteren Stößen berechtigt |
| 9     | Mikuláš Konopka     | Slowakei       | 19,72        | 19,33          | 19,67          | 19,72          | nicht im Finale der besten acht Kugelstoßer   | nicht im Finale der besten acht Kugelstoßer   | nicht im Finale der besten acht Kugelstoßer   |
| 10    | Carl Myerscough     | Großbritannien | 19,67        | 19,15          | 19,67          | x              | nicht im Finale der besten acht Kugelstoßer   | nicht im Finale der besten acht Kugelstoßer   | nicht im Finale der besten acht Kugelstoßer   |
| DOP   | Jurij Bilonoh       | Ukraine        |              |                |                |                |                                               |                                               |                                               |
| DOP   | Andrej Michnewitsch | Belarus        |              |                |                |                |                                               |                                               |                                               |

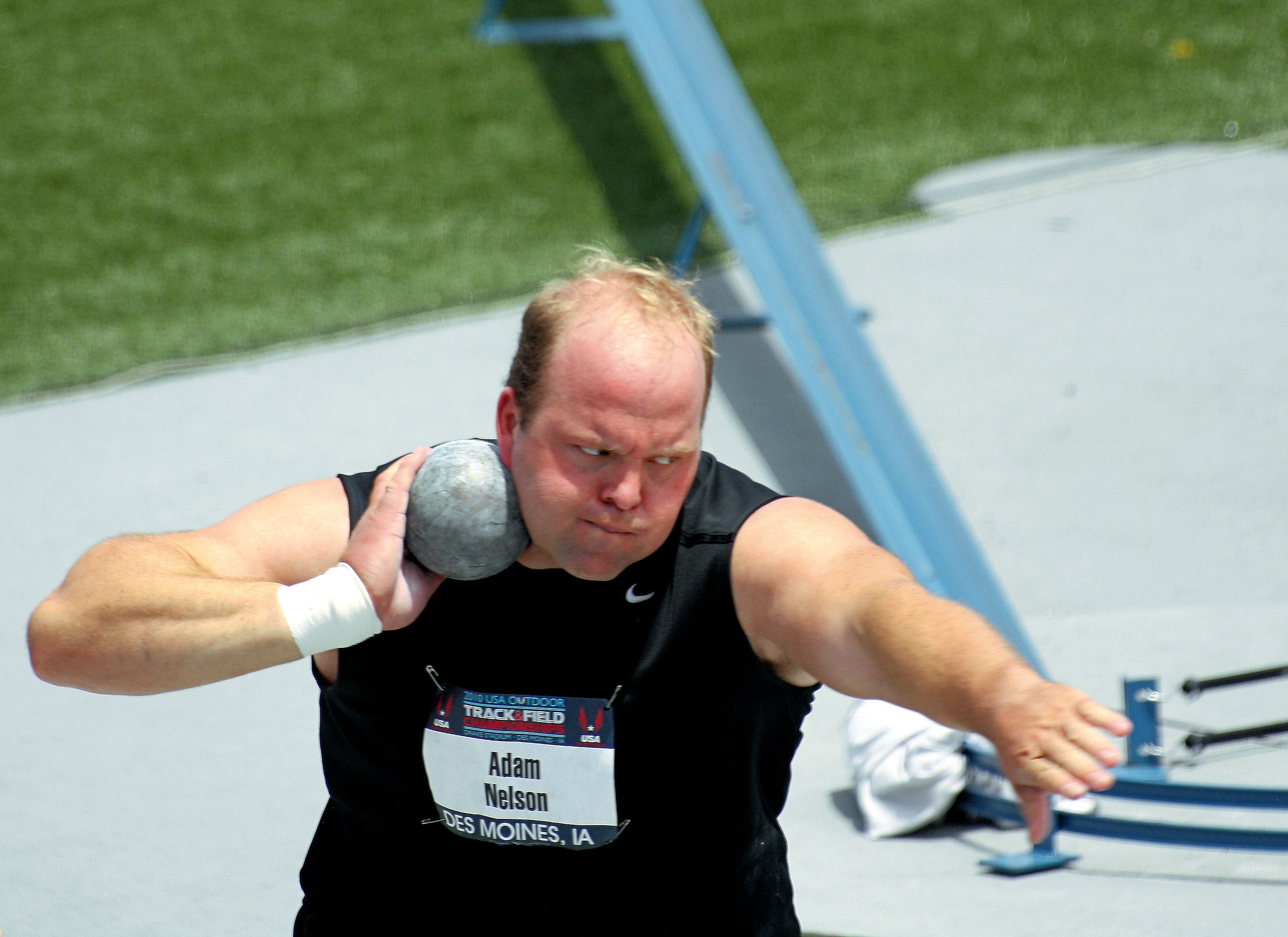
Adam Nelson – Weltmeister nach seinem nachträglich zuerkannten Olympiasieg 2004 und drei zweiten Plätzen bei großen internationalen Meisterschaften
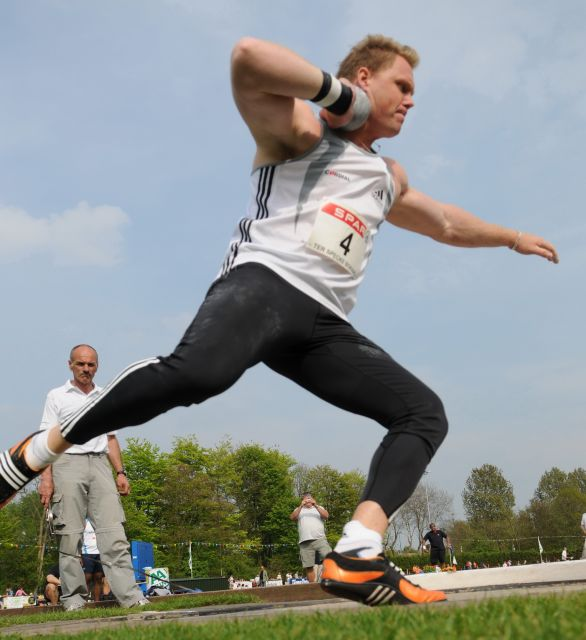
Vizeweltmeister Rutger Smith
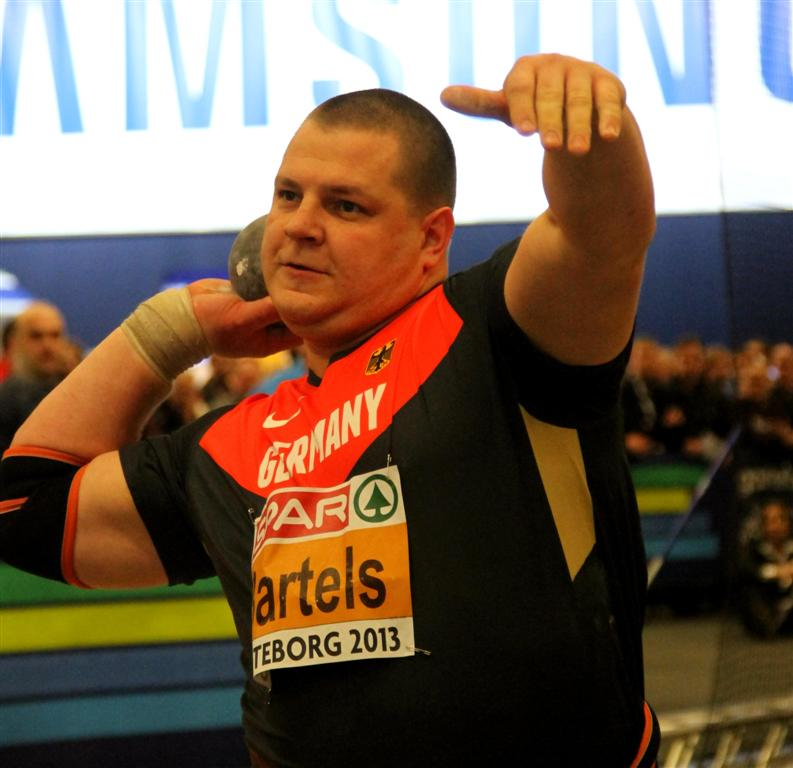
Ralf Bartels verbesserte sich mit seinem letzten Stoß auf den Bronzeplatz
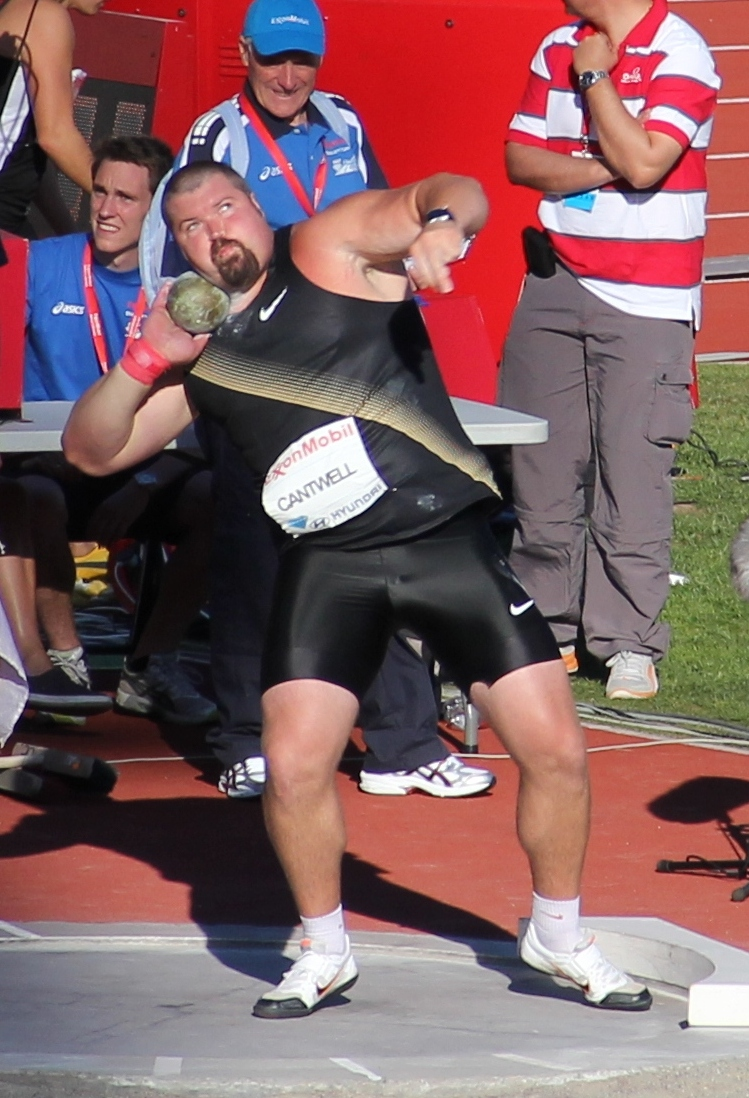
Christian Cantwell belegte Rang vier
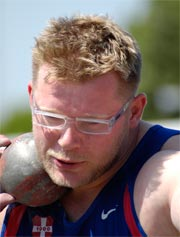
Joachim Olsen kam auf den fünften Platz
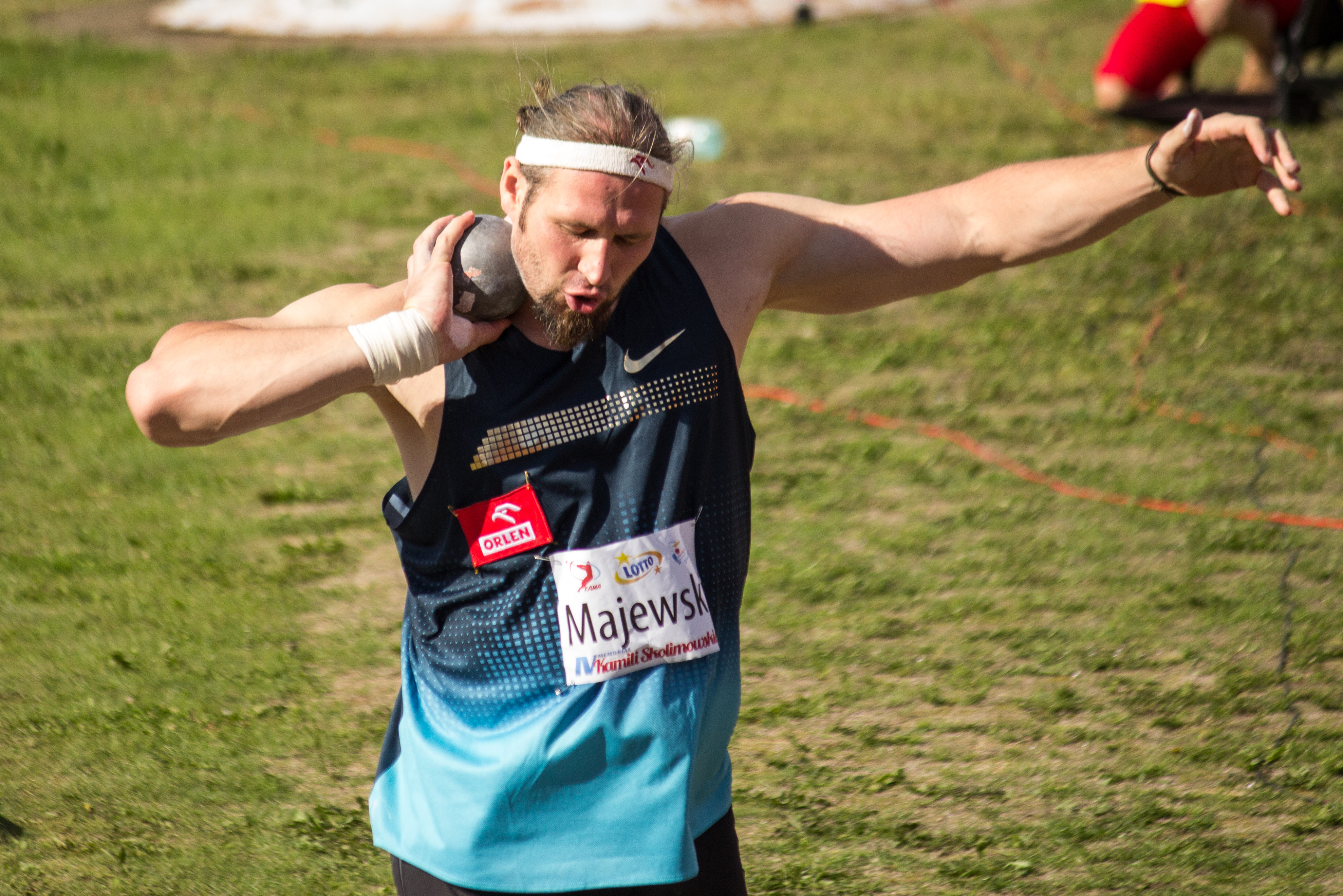
Dem schließlich siebtplatzierten Tomasz Majewski wurden im Finale durch die beiden Dopingbetrüger drei Versuche genommen
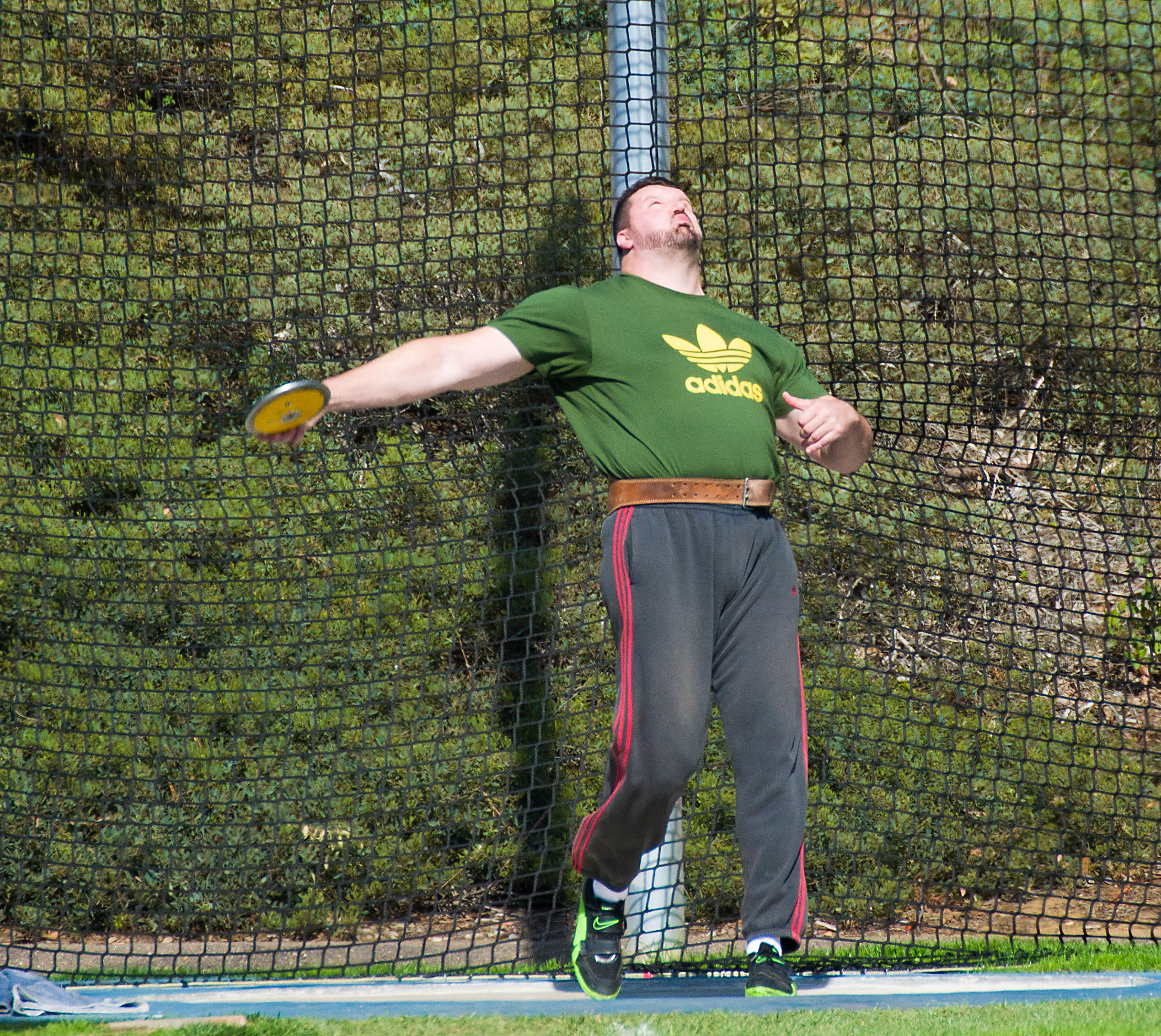
Carl Myerscough (hier als Diskuswerfer) wurde Neunter
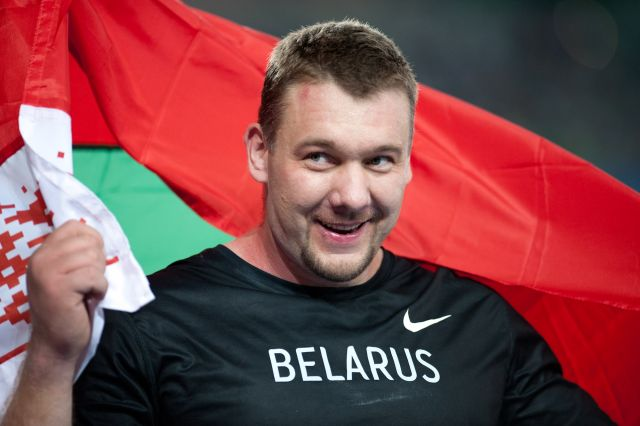
Der nachträglich disqualifizierte Dopingsünder Andrej Michnewitsch

## Video
- Shot Put Mens Final IAAF World Championships 2005 Helsinki, youtube.com, abgerufen am 3. Oktober 2020